# Jodzuhnen (Pillkallen)
Jodzuhnen (1936 bis 1938 Jodschuhnen, 1938 bis 1945 Jodungen; litauisch Juodžiūnai) ist ein verlassener Ort im Rajon Krasnosnamensk der russischen Oblast Kaliningrad.
Die Ortsstelle befindet sich fünf Kilometer westlich von Kutusowo (Schirwindt) einen Kilometer nördlich der Regionalstraße 27A-012 (ex R 509) an dem kleinen Fluss Lipowka (dt. Warup, 1938 bis 1945: Siegwasser).

## Geschichte

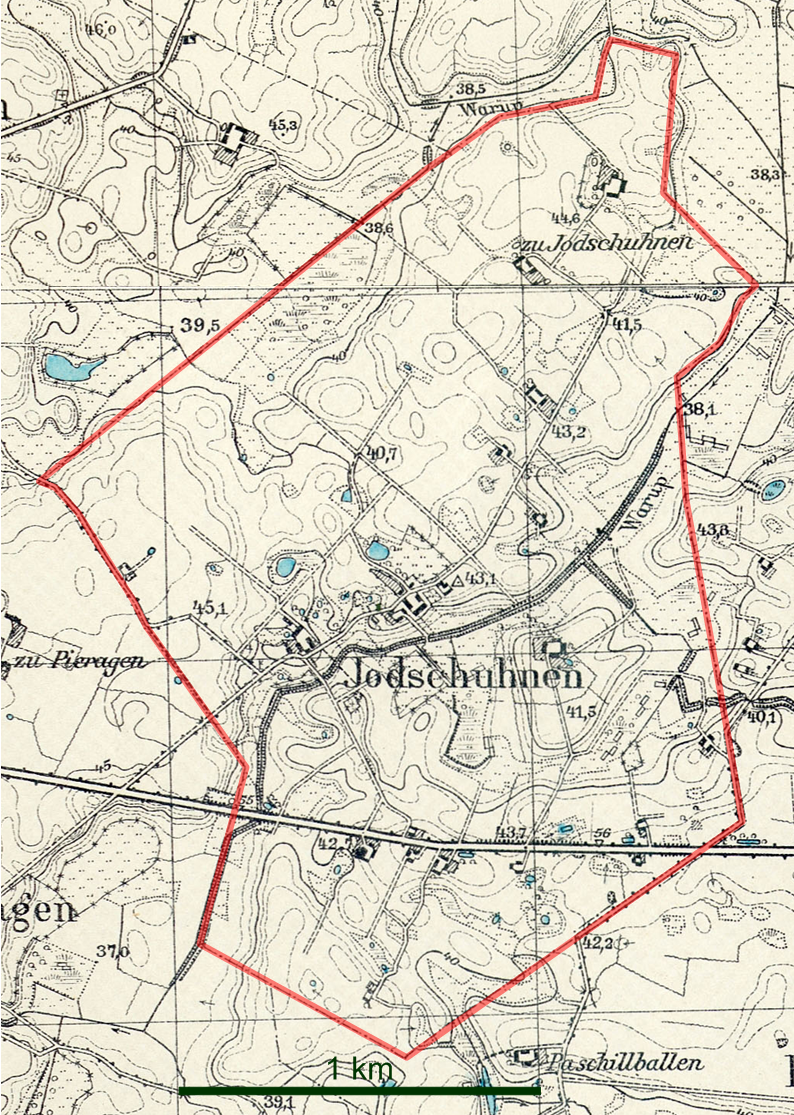
Die Gemeinde Jodschuhnen auf zwei Messtischblättern von 1936 und 1937

Der Ort wurde seit 1625 erwähnt und zunächst mit Jodszuhnen bezeichnet. Um 1780 war Jodszuhnen ein königliches Bauerndorf. 1874 wurde die Landgemeinde Jodzuhnen in den neu gebildeten Amtsbezirk Pieraggen im Kreis Pillkallen eingegliedert. 1936 wurde die Schreibweise von Jodzuhnen in Jodschuhnen geändert und 1938 wurde der Ort in Jodungen umbenannt. 1945 kam der Ort in Folge des Zweiten Weltkrieges mit dem nördlichen Ostpreußen zur Sowjetunion. Einen russischen Namen erhielt er nicht mehr.

### Einwohnerentwicklung
| Jahr | Einwohner |
| ---- | --------- |
| 1867 | 185       |
| 1871 | 181       |
| 1885 | 152       |
| 1905 | 140       |
| 1910 | 142       |
| 1933 | 114       |
| 1939 | 111       |

## Kirche
Jodzuhnen/Jodungen gehörte zum evangelischen Kirchspiel Schirwindt.